# Timothy McVeigh
Vous lisez un « bon article » labellisé en 2019.
Timothy James McVeigh, né le 23 avril 1968 à Lockport (État de New York) et mort par exécution le 11 juin 2001 à Terre Haute (Indiana), est un terroriste américain.
Vétéran de l'armée américaine, il fabrique, conduit et fait exploser un camion piégé devant le bâtiment fédéral Alfred P. Murrah d'Oklahoma City au matin du 19 avril 1995. L'attentat d'Oklahoma City tue 168 personnes et en blesse plus de 680 autres ; c'est l'acte de terrorisme le plus meurtrier de l'histoire des États-Unis jusqu'aux attentats du 11 septembre 2001.
Sympathisant du mouvement des miliciens, extrémiste antigouvernement et suprémaciste blanc,, McVeigh agit pour se venger du gouvernement fédéral et de sa gestion du siège de Waco, qui a abouti à la mort de 86 personnes exactement deux ans plus tôt. Il espère inspirer une révolte contre le gouvernement qu'il juge tyrannique. Reconnu coupable de onze infractions aux lois fédérales, il est condamné à mort. Ses anciens frères d'armes Terry Nichols et Michael Fortier sont condamnés à des peines d’emprisonnement pour leur complicité dans cet attentat. Le 11 juin 2001, McVeigh est exécuté par injection létale au pénitencier fédéral de Terre Haute.

## Biographie

### Enfance et famille (1968-1984)
Premier fils de Bill McVeigh et Mickey Hill après une fille, Timothy James McVeigh naît le 23 avril 1968. Après s'être rencontrés en mars 1963 dans un championnat de bowling catholique, ses parents se marient en 1965 et ont une fille, Patty. Le jeune Timothy, surnommé Tim, apprend à faire du vélo avec son père, qu'il suit également sur les parcours de golf. En octobre 1972, la famille part habiter dans un ranch plus grand à Lockport à proximité du grand-père paternel de Timothy, Edward dit Ed. Ce dernier prend sa retraite en mars 1973 pour passer du temps avec ses petits-enfants. En 1974, le troisième enfant de la famille, Jennifer, naît.
Jeune, Timothy se blesse accidentellement à plusieurs reprises et se trouve confronté à diverses péripéties : sa tête heurte un portail alors qu'il a à peine un an, ce qui nécessite quatre points de suture au-dessus de l'œil droit ; en janvier 1970, il se fracture le poignet droit en tombant d'un lit superposé. À 4 ans, il contracte une pneumonie. À l'été 1973, alors qu'il joue avec son voisin et ami Todd Carter dans le jardin, il perd l'équilibre et se blesse au crâne, ce qui nécessite cinq nouveaux points de suture. Avec Todd, Tim passe des après-midi à jouer et créer des souvenirs, comme lors du blizzard de 1977 (en). Lors de cette tempête de neige, sa mère, agente de voyages, reste bloquée dans un hôtel avec ses collègues. Les rumeurs liées à ce qu'il aurait pu se passer dans l'hôtel pendant le blizzard ébranlent le couple McVeigh. En janvier 1978, pour l'anniversaire de la mère de famille, le foyer déménage dans une maison plus grande, toujours dans le comté de Niagara.
En 1979, ses parents divorcent alors qu'il est âgé de 10 ans,,. Sa mère Mickey s'ennuie avec son père et décide de partir s'installer à Pensacola en Floride,. Ils laissent à leurs enfants le choix de leur garde : les deux filles suivent leur mère et Timothy McVeigh décide de rester avec son père à Pendelton,. Son grand-père Edward prend plus d'importance dans l'éducation de Timothy. Il lui apprend les tâches domestiques, à conduire un tracteur ou encore à cuisiner sur un barbecue. Les deux hommes sont très proches et partagent un intérêt commun pour les armes, une passion qui ne fera que grandir pour Timothy.
Bien qu'ils soient séparés, ses parents tentent de refonder leur famille à plusieurs reprises et organisent plusieurs fois des vacances ensemble, à Toronto, au lac George ou au complexe de loisirs Darien Lake. Adolescent, Timothy est solitaire et explore le comté de Niagara sur son vélo. En 1984, le couple se sépare définitivement, Bill vend la maison et fait construire une demeure plus modeste.

### Adolescent indépendant (1984-1988)
Timothy McVeigh apprend très vite à se débrouiller par lui-même, sa mère étant partie et son père travaillant de nuit dans un centre de production automobile,. L'adolescent enchaîne les heures de travail au Burger King. Deux semaines avant son 17e anniversaire, il s'achète une Dodge Monaco de 1978 avec ses économies. Il développe une passion pour l'informatique qui le captive dans sa chambre. Grâce à son père, il a deux Commodore 64 et est connu sur internet sous le pseudonyme « The Wanderer ». Avec un groupe d'amis, il se lance dans le hacking et apprend à contrôler à distance d'autres ordinateurs. Pendant l'été 1985, il fait la rencontre d'une femme mariée de plus de dix ans son aînée au restaurant dans lequel il travaille puis d'une autre femme, plus jeune, qui est l'une de ses collègues. Timothy obtient son diplôme d'études secondaires et une bourse d'études de l'État de New York.
Après avoir obtenu son diplôme, Timothy McVeigh quitte son emploi au Burger King, vend ses deux ordinateurs et dépense l'argent dans sa voiture. Il passe son temps chez lui à ne rien faire, à méditer sur lui-même et sur sa place dans le monde. Il décide de devenir survivaliste. Pour qu’il ne perde pas sa bourse d'études de 5 000 dollars annuels, son père le convainc d'essayer sa chance à l'université Bryant & Stratton ; Timothy accepte d'y entrer dans un cursus d'analyste des systèmes informatiques,. Bien qu'il y réussisse, il abandonne après un semestre, jugeant les cours trop ennuyeux, pour retourner à un emploi dans un autre Burger King,. Il multiplie les lectures de magazines sur les armes et commande les livres dont ils font la publicité,. Timothy commence à investir dans les armes à feu, comme le conseille une partie du mouvement survivaliste. Pour financer sa nouvelle collection, il souhaite avoir un deuxième emploi comme agent de sécurité. Il obtient un permis d'arme et construit un stand de tir dans son jardin. À l'automne 1987, McVeigh décroche un emploi comme garde armé de convois pour l'entreprise Burke Armored Car à Buffalo,. Il y découvre le racisme envers les Afro-Américains et est respecté pour son honnêteté et sa capacité aux tirs. Alors qu'il lui est donné la responsabilité de transferts de fonds importants, il décide en mai 1988, sans prévenir, de s'engager dans l'armée,.

### Engagement militaire (1988-1991)
Le 24 mai 1988, Timothy McVeigh se rend en voiture jusqu'au bureau de recrutement de Lockport et s'engage dans l'armée américaine. Tous les recruteurs des différents corps de l'armée s'intéressent à lui après qu'il a brillamment réussi son examen d'entrée. Souhaitant rejoindre l'infanterie, McVeigh s'enrôle dans l'United States Army. Il commence sa formation de trois mois sur la base de Fort Benning en Géorgie le 30 mai. McVeigh est assigné à un programme expérimental intitulé COHORT pour Cohesion, Operational Readiness and Training qui le contraint à rester au moins trois ans dans l'armée. À Fort Benning, il rencontre Terry Nichols, la recrue la plus âgée de la classe de militaires. Immédiatement, les deux hommes sont « comme des frères ». McVeigh a un profond respect pour l'agriculteur du Michigan avec qui il discute du deuxième amendement, des armes et du gouvernement américain. Le jeune soldat s'épanouit à l'armée, il se muscle et prend confiance. Il conclut sa formation générale en août 1988 avec d'excellentes notes et part à Fort Riley au Kansas pour une formation spécialisée,.
Sur la base de Fort Riley, il rejoint la compagnie C du bataillon 2/16 de la 1re division d'infanterie. Terry Nichols et Michael Fortier font partie des camarades qui le suivent, et Fortier est dans la même équipe de huit hommes que lui. Après le départ de Nichols au printemps 1989, les deux hommes se rapprochent. McVeigh poursuit ses lectures sur les armes à feu, le port d'armes et la guerre d'indépendance des États-Unis. Il partage Les Carnets de Turner avec ses compagnons, certains lui conseillant de détruire le livre pour ne pas être associé à de la littérature raciste,. Par ailleurs, son éthique est remarquée, il apprend les procédures de chaque arme et n'hésite pas à corriger ses supérieurs en cas d'erreur. McVeigh gagne de l'argent comme usurier de la compagnie, prêtant de l'argent avec intérêts, en proposant des services de taxi (il est le seul à avoir une voiture) et en jouant au poker,.
En avril 1989, son régiment est envoyé à Heidelberg, en Allemagne de l'Ouest, où il apprend à combattre dans un contexte urbain. Il y reçoit un insigne d'expert en infanterie allemand. Il retourne ensuite au Kansas où il brille dans son apprentissage du poste d'artilleur dans les nouveaux véhicules Bradley,. Il réalise des scores exceptionnels de 998/1000 et 1000/1000 lors d'essais et est sélectionné par ses supérieurs comme le meilleur de la centaine d'apprentis artilleurs. Fier de la reconnaissance de ses pairs, McVeigh s'engage quatre années supplémentaires dans l'armée en septembre 1990. Son objectif et rêve d'enfance est de porter le béret vert des Special Forces,,. L'invasion du Koweït par les forces armées de Saddam Hussein met son régiment en alerte et l'empêche de réaliser le test d'entrée aux Special Forces. En décembre, il obtient deux sorties pour donner son véhicule à son père et pour aller voir son équipe préférée, les Bills de Buffalo, battre les Dolphins de Miami en match de phase finale.
| Insigne | Désignation                               |
| ------- | ----------------------------------------- |
|         | Big Red One                               |
|         | Bronze Star                               |
|         | Combat Infantryman Badge                  |
|         | Commendation Medal                        |
|         | Achievement Medal                         |
|         | National Defense Service Medal            |
|         | Ruban de service dans l'Asie du Sud-Ouest |

Au début du mois de janvier 1991, McVeigh et ses compagnons de la 2/16 débarquent en Arabie saoudite pour intervenir dans la première guerre du Golfe. Il est envoyé en reconnaissance devant huit chars de combat M1 Abrams, une position qu'il accepte bien qu'elle soit dangereuse, son véhicule étant en position de sacrifice. Un mois après son arrivée en Arabie saoudite, il est promu sergent sur un camp à la frontière sud de l'Irak,. Bien qu'il ait changé de grade, il continue à nettoyer les armes du véhicule lui-même. Il prend part à l'opération Tempête du désert, une bataille qui révèle la faiblesse militaire des soldats irakiens, qui désertent. Il y tue plusieurs Irakiens d'un tir à longue distance, impressionnant ses camarades,,. Il refuse ensuite de tirer, sachant que ses ennemis devront se rendre rapidement. Dans une lettre écrite depuis le désert, McVeigh regrette d'avoir tué des hommes qui ne voulaient pas se battre, mais affirme qu'il a été obligé de le faire. L'armée américaine commet plusieurs erreurs pendant la guerre, bombardant et tirant depuis les airs sur ses propres véhicules. Lorsque McVeigh apprend la vérité sur les mensonges propagés par l'État au retour de la guerre, son dégoût pour le gouvernement s'en trouve renforcé. Une semaine après le début de l'offensive au sol, le président George H. W. Bush ordonne un cessez-le-feu et met fin à la guerre. McVeigh sort de cette expérience changé ; il a rencontré l'extrême pauvreté des Irakiens, à qui il offre des rations de nourriture bien que le règlement l'interdise. Sélectionné pour escorter le général Norman Schwarzkopf lorsqu'il dicte les termes de la victoire aux Irakiens en mars, McVeigh rencontre à cette occasion le journaliste Tom Brokaw. À la fin du mois, il est appelé par les Special Forces pour retourner à Fort Bragg en Caroline du Nord et tenter sa chance à l'examen d'entrée,.
De retour du golfe Persique, McVeigh est traité en héros. Les États-Unis célèbrent leurs vétérans, au contraire de leur retour de la guerre du Viêt Nam. Dans l'avion entre le Kansas et la Caroline du Nord, le pilote souligne au micro sa présence à bord et il est salué par tous les passagers du vol. Épuisé physiquement et mentalement par ses trois mois sur le terrain, McVeigh n'est pas prêt pour les Special Forces,. Les commandants proposent aux vétérans de la guerre du Golfe de reporter leur test d'entrée, mais ils refusent collectivement pour ne pas montrer de signe de faiblesse. Voyant qu'il ne sera pas à la hauteur dès le deuxième jour, McVeigh va voir le commandant et lui demande de se retirer du programme,. Il retourne plusieurs semaines dans sa famille, notamment auprès de son grand-père avant de retourner au Fort Riley. Désabusé, il n'est plus le même et est impliqué dans des tensions raciales. Il envoie 20 dollars au Ku Klux Klan pour une période d'essai qu'il ne renouvelle pas, mais qui lui donne un T-Shirt « White Power » qu'il porte sur la base. Il part habiter en dehors de la base et garde des pistolets dans chaque pièce de sa maison, dans sa voiture et en tout temps. Sa fascination pour les armes surprend jusqu'à ses compagnons. Il assiste à un nombre croissant de congrès sur les armes. De nouveau en contact avec Terry Nichols, il partage de plus en plus son dégoût pour le gouvernement. À la fin de l'année 1991, le commandant souhaite en faire son artilleur personnel, mais McVeigh refuse et décide de quitter l'armée,. Il part avec de nombreuses récompenses et décorations : l'insigne de la Big Red One, la Bronze Star, le Combat Infantryman Badge, la Commendation Medal, l'Achievement Medal, la National Defense Service Medal, la Expert Rifleman Crest et le ruban d'Asie du Sud-Ouest,. Ultérieurement, alors qu'il est indiqué qu'en raison de ses états de service, il peut être enterré avec les honneurs militaires dans un cimetière national ou à Arlington, le Congrès passe en 1997 une loi pour le rendre inéligible à ce type d'inhumation,.

### Décompensation, dépression et dettes (1992-1993)
De retour à Pendleton, Timothy McVeigh cherche un travail dans le secteur informatique. Sans diplôme, les employeurs ne lui font pas confiance malgré ses décorations militaires. Il doit se tourner vers un poste d'agent de sécurité pour l'entreprise Burns Security et travaille au zoo de Buffalo puis devant une clinique pour femmes d'Amherst. McVeigh s'engage également comme réserviste. Alors que sa carrière professionnelle fait un bond en arrière, son mécontentement envers les autorités et le gouvernement grandit à nouveau. Il écrit au quotidien Union Sun & Journal de Lockport une lettre, publiée le 11 février 1992, dans laquelle il critique la surpopulation carcérale, la fiscalité et la disparition du rêve américain,. Il est par ailleurs convaincu que la discrimination positive l'empêche de trouver un travail plus gratifiant. Il travaille quelques semaines dans un magasin d'armes avant de démissionner. Le jeune homme multiplie les heures de travail, fatigue, se sent frustré, s'énerve. La plupart du temps, il dort sur le canapé, sa sœur Jennifer étant revenue vivre avec son père pendant son absence.
À la recherche d'un nouveau départ, il va vivre chez son grand-père Eddie. Il a des pensées suicidaires et essaie de se détendre en pariant sur les rencontres des Bills de Buffalo, ce qui dégrade sa situation financière,. Plus tard, il pensera avoir été sujet au trouble de stress post-traumatique. L'ennui se transforme peu à peu en déprime. Il chasse et défend le droit de chasser pour se nourrir dans une deuxième lettre au journal de Lockport, publiée le 10 mars 1992. Début juin, il quitte son poste de réserviste, passe son temps libre à lire des livres antigouvernementaux et à raconter des histoires à sa sœur Jennifer. Entre théories conspirationnistes et critiques de la politique monétaire américaine, Timothy pense que le gouvernement veut désarmer la population et supprimer le droit de port d'armes accordé par le deuxième amendement. À l'été 1992, les événements de Ruby Ridge — une violente confrontation entre un ancien béret vert, Randy Weaver, et des proches face à des agents de l'United States Marshals Service et du FBI — confortent son avis.
McVeigh part habiter seul dans un logement d'une chambre qu'il loue à Lockport. Il annule son abonnement annuel à la National Rifle Association of America qu'il juge trop modérée dans la défense du deuxième amendement. À la fin de l'année 1992, il reçoit la visite de Terry Nichols et de son fils Josh. De nouveau seul, McVeigh mise des sommes importantes sur les rencontres de phase finale de la National Football League, les Bills se qualifiant pour la troisième fois de suite au Super Bowl. Alors que ses dettes s'élèvent déjà à 500 dollars, il décide de miser le double sur la victoire des Bills au Super Bowl, qui perdent contre les Cowboys de Dallas. Quelques jours plus tard, il quitte l'État de New York, où il juge les impôts trop élevés, sans destination précise. Deux semaines plus tard, son père reçoit une lettre du service financier du département de la Défense indiquant que Timothy a reçu 1 058 dollars de trop lors de son service,. Alors qu'il tente de démarrer une nouvelle vie en Floride et qu'il vient de trouver un emploi dans le bâtiment grâce au mari de sa sœur aînée, cette lettre le fait enrager contre le gouvernement.

### Vagabondage et rapport à l'affaire Waco (1993-1994)
En mars 1993, alors qu'il est endetté et en vadrouille, Timothy McVeigh suit le siège de Waco de très près,. Après plusieurs semaines de suivi à distance, il décide de se rendre à Waco,. La police l'arrête avant qu'il ne puisse voir le site et le somme de faire demi-tour. Sur place, il vend des autocollants et réalise avec une étudiante en journalisme une entrevue dans laquelle il critique l'action de la police fédérale et la loi Brady,.
Après avoir quitté Waco, il va à Kingman pour retrouver Michael Fortier et sa compagne Lori Hart. Fortier l'initie à la drogue dans son mobile home de l'Arizona, mais McVeigh préfère garder le contrôle et arrête rapidement. Il voyage à travers le pays de congrès d'armes en congrès d'armes, vendant des livres et des objets sur le survivalisme et rencontrant des défenseurs du deuxième amendement,. Lors d'une foire en Floride, il attire l'intérêt du responsable d'une boutique d'armes Roger Moore et de sa femme Karen Anderson. En avril 1993, McVeigh se déplace à Tulsa dans l'Oklahoma pour assister à la plus grande foire mondiale de ventes d'armes et de couteaux. Il y retrouve Anderson avec qui il partage une table de vente pendant les derniers jours de la foire. Le couple l'invite dans l'Arkansas où ils vivent dans un luxueux ranch. Il y reste dix jours à travailler dans les champs ou à la préparation de sacs de munitions. À la mi-avril, McVeigh rejoint la ferme de Terry Nichols à Decker (en) dans le Michigan avec l'objectif d'apprendre l'agriculture pour devenir autosuffisant. Son expérience militaire lui permet de s'adapter facilement à la ferme des Nichols. Il apprend la fabrication d'explosifs, les ouvriers agricoles créant de petites bombes artisanales pour s'amuser.
McVeigh et Nichols préparent un voyage à Waco pour tenter d'aider les davidiens lorsqu'il découvre le complexe en feu à la télévision,. Les agents fédéraux remplacent le drapeau de la secte par le drapeau américain, un acte cruel pour McVeigh alors que plusieurs membres viennent de mourir. Frustré, en rage, Timothy McVeigh en veut au gouvernement fédéral et souhaite se venger de l'arrogance de ses agents. L'enquête sur les agissements des agents fédéraux est enterrée,. Un mois plus tard, il est de retour dans l'Arizona chez Michael Fortier. Décidé à passer à l'action, il s'installe cinq mois à Kingman. Il continue à rechercher des informations sur les davidiens, écoute les enregistrements du numéro d'appel d'urgence 911 et regarde les vidéos des membres du groupe pendant le siège. Avec Fortier, ils pensent à créer une milice, McVeigh rédigeant quelques pages sur ses idées politiques. Il visite plusieurs groupes de survivalistes à travers le pays. En novembre 1993, il assiste au décès du fils de Fortier, étouffé avec un sac plastique. La police, qui enquête sur son décès, s'intéresse particulièrement à McVeigh qu'ils identifient sous un deuxième nom, Tim Tuttle, qu'il utilise sur les foires d'armes. Il n'est cependant pas inquiété et l'enquête conclut à un décès accidentel.
En février 1994, McVeigh poursuit ses discussions avec Michael Fortier sur le nouvel ordre mondial. Le jeune homme se sent visé et accumule les armes dans sa nouvelle maison à Golden Valley. Résolu à agir contre le gouvernement, il commence à fabriquer et faire exploser de petites bombes. Timothy ne retourne à Buffalo que pour rendre visite à son grand-père, malade et à l'hôpital. En juillet, il part habiter dans le centre de l'État du Kansas pour travailler comme ouvrier agricole à Durham. Pendant la lune de miel du couple Fortier, McVeigh garde leur maison. À leur retour, il part faire un voyage pour chercher la zone 51 au Nevada dans le but de vérifier plusieurs théories conspirationnistes et d’affronter des agents de sécurité fédéraux. En mission, il tente en pleine nuit, torse nu, de prendre des photographies de la zone. Il fait une étape à Sturgis pour un rassemblement de bikers dont il apprécie le style de vie. Il part également enquêter à Gulfport car il a lu dans un magazine d'extrême droite que la ville est le relais de troupes des Nations unies. De retour à Herington dans le Kansas, McVeigh a le projet de lancer une affaire de ventes de matériels dans les congrès d'armes avec Michael Fortier. Il a également comme idée d'ajouter un nouveau produit à son catalogue en vendant de petits sacs de nitrate d'ammonium.

### Complot contre le gouvernement (1994-1995)
Le 13 septembre 1994, le président Bill Clinton signe la loi fédérale Federal Assault Weapons Ban qui interdit la fabrication d'armes à partir de pièces détachées de magazines et rend illégale une partie des armes comme les lance-grenades. Dans le débat pour une législation sur les armes d'assaut plus stricte, les rumeurs se multiplient dans les foires, certains imaginent un permis pour toute personne gardant un arsenal dans son domicile et il est même dit que l'ATF demandera un plan des bâtiments où sont stockées les armes et munitions. McVeigh se sent visé pour sa collection d'armes et pense être l'une des premières cibles de ces potentielles lois fédérales. Au printemps 1995, une rumeur circule dans la communauté patriotique que des raids policiers pourraient viser plusieurs membres des organisations d'extrême droite et des propriétaires d'armes. Timothy McVeigh prend alors la décision de passer à l'action contre le gouvernement. Il s'inspire du livre Les Carnets de Turner, dans lequel des suprémacistes blancs font exploser un bâtiment du FBI à Washington avec une bombe construite dans un véhicule de livraison avec des fertilisants,.
McVeigh propose à Fortier de participer à son plan, mais celui-ci refuse. Il échoue également à louer un garde-meubles comme son ami le lui a demandé. Le 4 octobre 1994, Timothy McVeigh doit louer sous son vrai nom un espace de stockage à Kingman pour 30 dollars mensuels. Avec Terry Nichols, il vole des explosifs dans une carrière à Marion dans le Kansas : sept boîtes de 50 pounds de Tovex. Les deux hommes rentrent à Kingman avec deux véhicules différents. Les 30 septembre et 18 octobre, Terry Nichols achète 1,8 tonne de nitrate d'ammonium sous l'alias Mike Havens. McVeigh achète de plus faibles quantités de la substance chimique. Il réalise des essais dans le désert autour de Kingman.
McVeigh imagine sa bombe, la dessine, la représente dans la cuisine des Fortier avec des tasses. Il étudie les charges explosives dans des livres spécialisés comme Ragnar's Big Book of Homemade Weapons, Improvised Explosives et Homemade C-4. Il voyage à travers le pays à la recherche d'hydrazine, carburant de fusée, pour alimenter l'engin explosif,. Lorsqu'il trouve enfin un distributeur qui lui propose la quantité qu'il recherche, le coût se révèle être trop important. McVeigh se rabat sur un carburant moins cher, le nitrométhane. Habillé en biker, il en achète à Dallas à un vendeur en prétextant qu'il en a besoin pour une course de bikers.
Le 16 octobre 1994, Ed McVeigh meurt alors que son petit-fils est en vadrouille. Timothy ne l'apprend que cinq jours plus tard, par un appel de Michael Fortier, et retourne à Pendleton quelques jours début novembre après avoir raté les funérailles de son aïeul. Ce décès soulage la conscience de Timothy, qui craignait la réaction de son ancêtre à son plan. Il trie les affaires personnelles de son grand-père avant de partir travailler dans l'Ohio dans une foire d'armes. Dans le même temps, le 5 novembre, Terry Nichols dérobe au domicile de Roger Moore de l'or, de l'argent, des pierres précieuses, plus de 80 armes à feu et une fourgonnette après avoir braqué le propriétaire avec un pistolet. Irrité par la manière dont Moore l'a traité lors de leurs deux dernières rencontres, McVeigh souhaite se venger et utiliser le butin pour financer son projet. Moore estime la valeur du vol à 60 000 dollars,.
Il choisit la date du 19 avril 1995 en commémoration du deuxième anniversaire du siège de Waco. Il cible le site fédéral d'Oklahoma City, le bâtiment fédéral Alfred P. Murrah, qu'il souhaite faire exploser à 11 h. En décembre, il repère le bâtiment de l'extérieur avec Fortier sans sortir de son véhicule. McVeigh demande à son complice de vendre les armes volées à Moore sur les foires. À la fin du mois de mars, McVeigh quitte définitivement le domicile de la famille Fortier pour une chambre d'hôtel à proximité de l'Imperial Motel, sur la route 66, toujours à Kingman,. Pendant douze jours, l'ancien militaire se concentre sur son plan, seul. Le couple Fortier prend peur et refuse de prendre part à la dernière partie de la préparation de son complot. McVeigh envoie ses derniers courriers à sa sœur avec des affaires personnelles précieuses. Il cherche également une planque pour se cacher après l'attentat et téléphone à trois reprises à l'Alliance nationale sous le nom de Tim Turtle sans réussir à obtenir de réponse.

### Attentat d'Oklahoma City

#### La genèse du véhicule piégé
Le 12 avril, une semaine avant la date prévue de l'attentat, McVeigh quitte l'Imperial Motel pour repérer une nouvelle fois son parcours jusqu'au bâtiment fédéral. Le lendemain, sa voiture fume alors qu'il se déplace jusqu'à l'espace de stockage loué pour entreposer le matériel explosif à Herington dans le Kansas. Il se rend chez un concessionnaire de Junction City où l'homme qui le reçoit se souvient de lui de son époque au Fort Riley. Il lui achète pour 300 dollars une Mercury Grand Marquis de 1977 qu'il utilise pour retrouver Terry Nichols à Geary Lake. Sur le chemin, le véhicule a un problème de batterie qui est résolu avant qu'il ne la remplace, ce qui lui donne l'idée de laisser un mot lorsqu'il gare son véhicule de fuite dans un parking d'Oklahoma City quelques jours plus tard.
Le 14 avril 1995, McVeigh prend une chambre au Dreamland Motel de Junction City sous son propre nom,. Le lendemain, il loue un camion à la société Ryder sous le nom de Robert D. Kling, un pseudonyme qu'il choisit parce qu'il a connu un soldat de l'armée nommé Kling avec lequel il partage des caractéristiques physiques et parce que cela lui rappelle les guerriers Klingon de la saga Star Trek,,,. Le lendemain matin, samedi 15, il tente d'appeler Terry Nichols, mais ce dernier ne répond pas, occupé par les festivités de Pâques. Timothy McVeigh sort alors se promener dans une carrière et un bois pour profiter de la nature et organiser ses pensées. À 17 h, il commande à manger à un restaurant chinois. Le livreur, qui arrive une heure plus tard, déclare qu'il n'a pas livré la nourriture à McVeigh, mais à un grand homme blond, ce que McVeigh réfute.
Le 16 avril 1995, McVeigh conduit jusqu'à Oklahoma City et gare à plusieurs blocs du bâtiment Alfred P. Murrah une voiture destinée à servir à sa fuite. Après avoir enlevé la plaque d'immatriculation du véhicule, il laisse une note masquant le Vehicle Identification Number (VIN) sur laquelle il écrit : « Pas abandonné. Merci de ne pas remorquer. Bougera le 23 avril. (besoin de batterie et de câble) ». L'ancien militaire a dû quereller son ami Nichols pour l'obliger à l'accompagner au Kansas en ce dimanche de Pâques afin qu'il le suive en voiture et le ramène ensuite au Kansas.
Après s'être reposé et préparé le 17, Timothy McVeigh se réveille un peu avant 4 h du matin le mardi 18 avril. Trente minutes plus tard, il monte à bord du camion loué pour se rendre à son espace de stockage à Herington. Il doit y retrouver Nichols qui lui fait une nouvelle fois faux-bond. Il charge seul 108 sacs d'engrais au nitrate d'ammonium pesant 23 kg chacun avant que Nichols arrive finalement. Ensemble, ils chargent treize barils de 210 litres de nitrométhane liquide, plusieurs caisses d'explosifs Tovex, dix-sept sacs d'ANFO et de détonateurs et de mèches dans le camion de location Ryder.
Les deux hommes conduisent jusqu'aux environs du lac du comté de Geary où ils sont aperçus vers 7 h 30 pour y réaliser le mélange des différents composants. À l'aide de seaux en plastique et d'un pèse-personne, ils placent plusieurs sacs de fertilisants dans chaque baril puis les remplissent d'essence. Vers 9 h, un homme et son fils commencent à pêcher avec un bateau à une vingtaine de mètres du camion, mais les deux hommes ne renoncent pas à leurs préparatifs. Prêt à tuer le pêcheur s'il fait preuve de curiosité, McVeigh surveille régulièrement son activité jusqu'à son départ plus d'une heure plus tard. Reprenant son entreprise, il place les barils en T pour que le camion garde un certain équilibre et n'attire pas l'attention. Il place les derniers barils de sorte que la bombe forme un « J » inversé et entasse des sacs d'engrais de nitrate d'ammonium sur le panneau latéral en aluminium du camion pour diriger le souffle de l'explosion vers sa cible. Il construit ensuite le système à double mèche accessible depuis l'habitacle du camion en forant deux trous sous le siège qu'il relie à travers des tubes en plastique à deux séries de détonateurs non-électriques indépendants. Peints en jaune, les tubes sont solidement attachés avec du gros scotch. McVeigh ajoute plus d'explosifs du côté conducteur pour pouvoir, dans l'éventualité d'une défaillance des détonateurs, tirer dessus avec son pistolet Glock 21, tout en sachant que cette alternative conduirait à son suicide. Il réalise alors que le meilleur moyen d'utiliser et de détruire le matériel restant est de le laisser à l'arrière du camion.
La fabrication de la bombe terminée, McVeigh nettoie la cabine du camion de potentielles empreintes, se lave dans le lac, change de vêtements et enfile des gants. Les deux hommes quittent le lac et se séparent après plus de trois heures de travail ; Nichols part à Herington pour déjeuner chez lui avant d'assister à une vente aux enchères à Fort Riley, tandis que McVeigh se rend vers Oklahoma City et s'arrête sur le parking d'un motel de bord de route. De peur que son plan soit compromis par une rencontre imprévue, il décide de changer de plan et d'avancer de deux heures l'explosion du bâtiment fédéral Alfred P. Murrah, de 11 h à 9 h.

#### Explosion

Déroulement de l'attentat.

Le 19 avril 1995, peu après 7 h, Timothy McVeigh quitte le parking du motel à bord du véhicule piégé. Il conduit précautionneusement, évitant tout accident de la route et ne souhaitant pas arriver sur place trop tôt pour que l'immeuble soit le plus occupé possible. Sur le trajet, il est suivi plusieurs kilomètres par une voiture de police avant qu'elle ne prenne une autre route. McVeigh porte un T-shirt sur lequel est imprimée la devise de l'État de Virginie, Sic semper tyrannis, notable pour avoir été scandée par John Wilkes Booth immédiatement après l'assassinat d'Abraham Lincoln et sa citation préférée de Thomas Jefferson : « L'arbre de la liberté doit être de temps en temps nourri avec le sang des patriotes et des tyrans,. » Il porte également un coupe-vent bleu sur son T-shirt, une casquette noire de baseball, un jean noir usé et des chaussures militaires.
McVeigh a également préparé une enveloppe contenant des pages des Carnets de Turner, des éléments antigouvernementaux comme un autocollant avec la citation de Samuel Adams : « Quand le gouvernement craint le peuple, c'est la liberté. Quand le peuple craint le gouvernement, c'est la tyrannie. » Au recto de celui-ci, McVeigh griffonne : « Peut-être que maintenant, il y aura la liberté ! » et une citation de John Locke affirmant qu'un homme a le droit de tuer quelqu'un qui lui ôte sa liberté,.

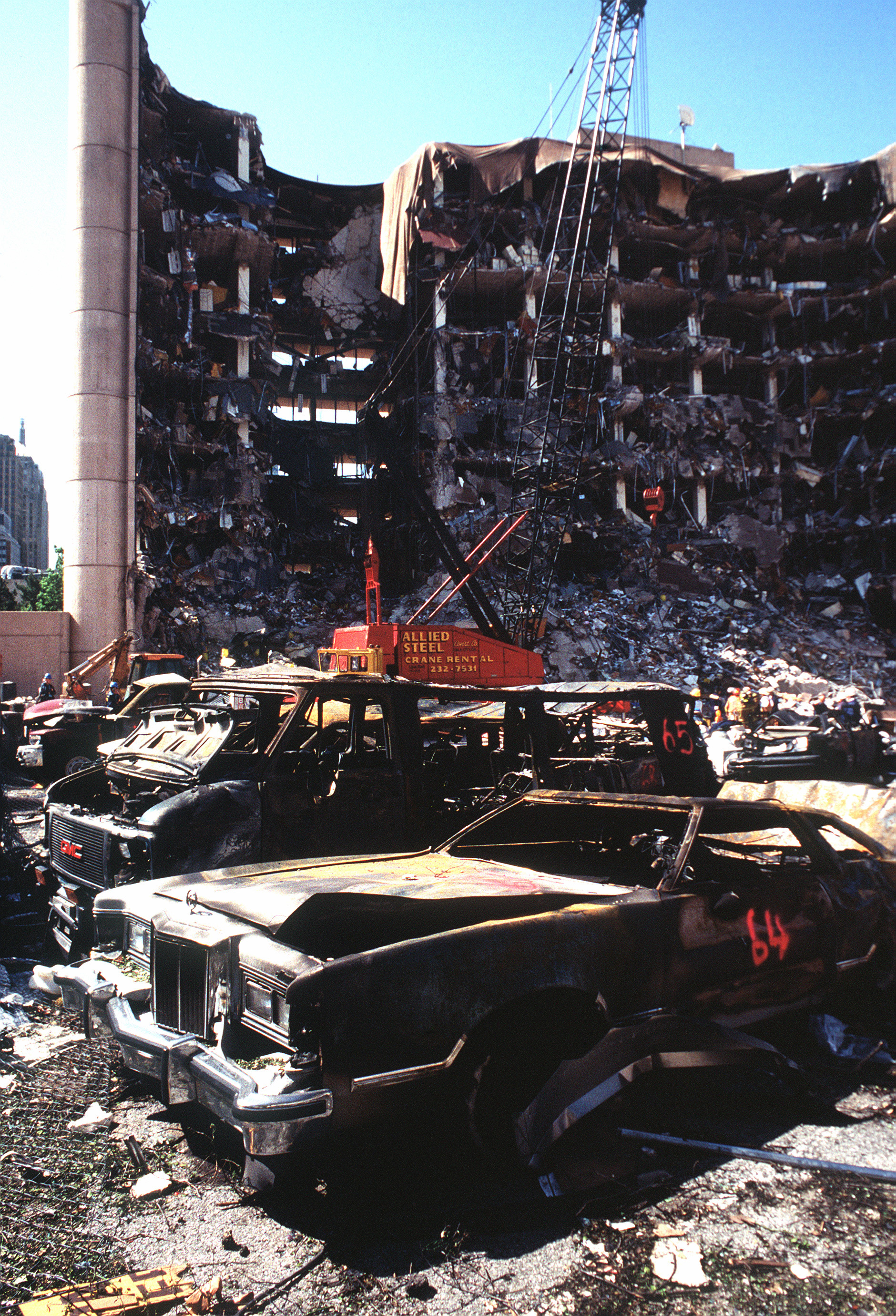
Le bâtiment fédéral Alfred P. Murrah deux jours après l'explosion.

Il entre dans Oklahoma City vers 8 h 50 et est surpris de l'absence de trafic routier sur la NW 5th street. Quelques minutes avant 9 h, il s'arrête sur le bord de la route pour allumer la première mèche, celle de cinq minutes. À un pâté de maisons du bâtiment fédéral Alfred P. Murrah, il doit s'arrêter à un feu de circulation pendant trente secondes, moment qu'il choisit pour allumer la deuxième mèche, celle de deux minutes. Il se gare sur l'espace de livraison qu'il a repéré, libre de tout véhicule. Il quitte le véhicule et s'en éloigne en marchant, à la vue d'une dizaine de passants. Il continue à marcher une cinquantaine de mètres vers le nord, puis commence à courir lorsqu'il est hors de vue d'une voiture de police qu'il a croisée sur son chemin. Il entend alors l'explosion de la charge explosive qui le soulève du sol. Entre la fumée et les feux qui se multiplient, Timothy McVeigh ne regarde pas en arrière et rejoint en marchant son véhicule de fuite. Quelques minutes plus tard, il est à bord de la Mercury qui n'a pas été dérangée. Après plusieurs tentatives, il réussit à démarrer le vieux véhicule avec lequel il quitte à faible allure la zone de l'attentat.
L'explosion tue 167 personnes, dont 163 à l'intérieur du bâtiment fédéral, et une 168e personne décède en tentant d'aider les victimes de l'attentat. Plusieurs centaines de personnes sont blessées et le nombre de morts est supérieur à celui des soldats américains morts au combat lors de la guerre du Golfe. Sa bombe tue dix-neuf enfants, quatre visiteurs et quinze dans la garderie du bâtiment. Alors que les secours accourent sur le lieu de l'attentat, McVeigh roule vers le nord, libre, tranquille, sans radio pendant une heure.

#### Arrestation

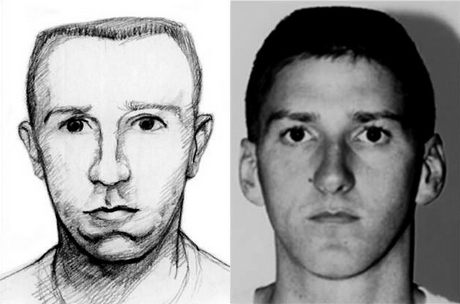
Croquis réalisé par la police et une photographie de Timothy McVeigh.

Moins de 90 minutes après l'explosion, Timothy McVeigh est arrêté à proximité de Perry alors qu'il roule vers le nord depuis Oklahoma City,. Il est interpellé par un agent de la police routière de l'État, Charles D. Hanger, pour absence de plaque d'immatriculation sur sa Mercury Marquis jaune,,,. L’agent lui demande de sortir du véhicule et trouve une arme mal dissimulée,,. Après avoir dressé un procès-verbal à McVeigh, Hanger fouille sa voiture et trouve une carte commerciale d'un magasin de surplus militaire du Wisconsin que McVeigh a cachée alors qu'il était menotté. Sur le revers de cette carte est écrit en manuscrit « TNT à 5 $ le bâton. Besoin de plus »,.
McVeigh est emmené au commissariat de police pour des faits de trafic et possession illégale d'armes à Perry. Le juge a une audience de divorce et reporte l'audience de McVeigh au lendemain. Sa caution est fixée à 5 000 dollars et l'homme passe la nuit en cellule. Dans le même temps, l'enquête avance. Le Vehicle Identification Number d'un essieu du camion piégé et des restes de la plaque d'immatriculation permettent aux agents fédéraux de relier le véhicule à une agence de location Ryder de Junction City,. Le propriétaire de l'agence les aide à dessiner un croquis du suspect appelé « John Doe No. 1 »,,,.
Dans la soirée du 20 avril 1995, la propriétaire du Dreamland Motel, Lea McGown, reconnaît Timothy McVeigh en observant le croquis du suspect et se souvient du véhicule garé devant l'hôtel,,. McVeigh a signé sous son vrai nom au motel, ce qui permet aux enquêteurs de l'identifier rapidement et de faire des recherches dans leurs bases. Il utilise de nouveau l'adresse de la ferme de James Nichols,. Avant de signer de son vrai nom au motel, McVeigh a utilisé plusieurs faux noms pour ses opérations. L'employée précise : « Les gens sont tellement habitués à signer de leur vrai nom que lorsqu'ils veulent utiliser une fausse signature, ils se concentrent pour l'écrire puis détournent le regard un instant vers le haut comme pour se souvenir du nouveau nom qu'ils veulent utiliser. C'est ce qu'a fait [McVeigh], je lui ai parlé à ce moment-là et c'est ce qui l'a trahi. »

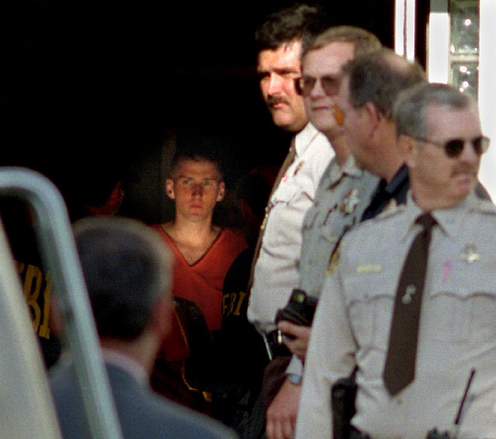
Timothy McVeigh sortant de la prison de Perry le 21 avril 1995.

L'audience pour le port illégal d'arme est prévue le 21 avril à 9 h 30, mais les agents fédéraux contactent les autorités pour garder McVeigh en détention le temps qu'ils arrivent sur place pour l'arrêter,,. Plutôt que de parler aux enquêteurs de l'attentat, Timothy McVeigh demande un avocat. Alertée par l'arrivée de la police et des hélicoptères de la présence d'un suspect de l'attentat, une foule agitée commence à se rassembler devant la prison. McVeigh demande à être protégé par un gilet pare-balles ou un transport par hélicoptère, mais ses requêtes sont rejetées. Après une courte audience, McVeigh est escorté de Perry à Oklahoma City par une équipe de huit agents du FBI et de l'ATF. À la sortie de la prison de Perry vers 17 h, les principaux médias ont l'occasion de prendre des images du terroriste. Il est ensuite mis dans un hélicoptère qui le conduit à Oklahoma City. La cour de justice fédérale de la ville se situant à quelques pas du bâtiment fédéral Murrah, McVeigh a une audience à la base militaire aérienne de Tinker. Il a au préalable une entrevue avec ses avocats, John W. Coyle III et Susan Otto, auxquels il avoue être le terroriste. Par la suite, une équipe du SWAT l'emmène dans la prison correctionnelle fédérale d'El Reno où une aile de l'enceinte lui est réservée. 

#### Condamnation
Si Timothy McVeigh est arrêté, l'enquête policière se poursuit. Les agents fédéraux interrogent le père de Timothy McVeigh, Bill, qui confirme le changement de comportement de son fils après le siège de Waco. Ils obtiennent un mandat pour perquisitionner la maison du patriarche, après quoi ils placent le téléphone de la maison sur écoute. Les enquêteurs du FBI utilisent les informations acquises, ainsi que la fausse adresse donnée par McVeigh, pour entamer les recherches des frères Nichols, Terry et James. Si McVeigh se terre dans le silence, ses proches sont beaucoup plus coopératifs. Nichols se rend à la police et confesse avoir emmené McVeigh sur les lieux de l'attentat tout en limitant son implication. Mike Fortier passe un accord avec l'accusation après que les agents lui ont annoncé qu'il pourrait être condamné à la peine capitale. Lori Fortier ainsi que la sœur de McVeigh, Jennifer, obtiennent l'immunité en échange d'un témoignage contre lui,,,,. L'acte d'accusation de 15 pages, précis et enrichi de multiples éléments indiqués par les proches de McVeigh, reprend les différentes étapes de la fabrication de la bombe et demande la peine de mort,.
Une dizaine de jours après l'explosion du bâtiment fédéral, les deux premiers avocats de McVeigh, Coyle et Otto, menacés de mort et connaissant sa culpabilité, se retirent. L'accusé tente de recruter Gerry Spence, mais celui-ci ne répond pas à sa requête. Le juge David L. Russell cherche nationalement un avocat pour lui et trouve Stephen Jones (en) qui accepte cette tâche ardue,. Jones demande une évaluation psychologique de McVeigh. Celle-ci est conduite par le docteur John R. Smith sur cinq semaines avec vingt-cinq heures d'interrogatoire. Le docteur Smith conclut que McVeigh est intelligent, avec un quotient intellectuel de 126, que le divorce de ses parents l'a fait se construire un monde imaginaire dans lequel il s'est créé un rôle de superhéros et qu'il n'est pas délirant. Dans le même temps, Jones enquête pour trouver un potentiel chef d'une conspiration afin d'atténuer les charges retenues contre son client. Il fait passer McVeigh au détecteur de mensonges avec pour objectif de prouver qu'il ne pouvait pas commettre le crime seul. Des propos confidentiels de McVeigh et les résultats du détecteur de mensonges fuitent dans la presse en mars 1997, renforçant les tensions entre l'accusé et son équipe d'avocats,.
McVeigh reçoit de multiples sollicitations médiatiques, rencontre plusieurs journalistes officieusement, avant de recevoir un courrier de David Hackworth en juin 1995. Devenu journaliste pour Newsweek, le colonel Hackworth est surtout un militaire hautement décoré, ce qui lui permet d'obtenir une entrevue en face-à-face demandée par toute la profession,. Le 24 juin, celle-ci donne l'opportunité à McVeigh d'avouer son acte, mais celui-ci refuse, déclarant qu'il va plaider non coupable,,. Le magazine Time en fait l'une des personnalités de l'année 1995.
En mars 1996, Timothy McVeigh et Nichols sont déplacés de la prison d'El Reno à la prison fédérale d'Englewood dans le Colorado,. Une aile entière de la prison est réservée à McVeigh. En novembre, il vote pour le candidat du Parti libertarien Harry Browne (en) à l'élection présidentielle américaine pour s'opposer à la politique de Bill Clinton.
Le procès de Timothy McVeigh débute en avril 1997 et dure six semaines. Il se déroule dans le Colorado à Denver, à proximité de l'ADX Florence, prison fédérale la plus sécurisée des États-Unis, où Timothy McVeigh est incarcéré. L'affaire ne passionne pas le peuple américain. De l'avis de Steven Brill, le fondateur de Court TV, l'une des principales raisons est qu'elle n'est pas télévisée,. Les États-Unis sont représentés par une équipe de procureurs dirigée par Joseph Hartzler. Dans son allocution d'ouverture, Hartzler décrit les motivations de McVeigh, son parcours et les preuves contre lui. L'accusation appelle 137 témoins. Parmi eux, Michael Fortier et sa femme Lori, ou encore Jennifer McVeigh, confirment sa haine contre le gouvernement et son désir de réaliser une action militante contre ce dernier,.
McVeigh est représenté par une équipe de six avocats de la défense, avocats principaux dirigés par Stephen Jones,. Selon le professeur de droit Douglas O. Linder (en), McVeigh souhaite que ses avocats présentent une « défense de nécessité », et il invoque le « danger imminent » dans lequel il se trouve à cause du gouvernement et argue que son attentat est destiné à prévenir les crimes gouvernementaux futurs sur le fondement des incidents de Waco et de Ruby Ridge,. Jones ne suit pas les volontés de son client et tente de discréditer l'accusation dans une tentative d'instiller un « doute raisonnable ». Jones souhaite défendre la thèse que McVeigh fait partie d'un vaste complot et cherche à le présenter comme « le bouc émissaire désigné », mais le juge Richard Paul Matsch statue en audience que la preuve concernant ce vaste complot est trop vague pour être recevable et entendue au tribunal,. En plus de soutenir le fait que l'attentat ne peut pas avoir été effectué par deux hommes seuls, Jones présente McVeigh comme un soldat décoré, déclare qu'aucun témoin ne l'a vu près de la scène du crime et que l'enquête sur l'attentat, qui n'a duré que deux semaines, a été bâclée.
Le jury délibère pendant 23 heures. Le 2 juin 1997, McVeigh est reconnu coupable de onze chefs d'accusation d'assassinat et de complot,,. Bien que la défense ait plaidé pour une peine d'emprisonnement à vie, McVeigh est condamné à mort le 13 juin. Il devient le treizième prisonnier fédéral en attente de sa condamnation à mort alors que la dernière exécution par le gouvernement fédéral remonte à Victor Feguer en mars 1963.

#### Exécution
Après son procès, il retourne à la Supermax ADX Florence, en attendant que la construction de la chambre d'exécution soit achevée dans le pénitencier fédéral de Terre Haute. La prison l'accueille dans le même temps que Unabomber et Ramzi Yousef, le terroriste de l'attentat du World Trade Center de 1993,. Yousef a d'ailleurs souvent tenté, sans succès, de convertir McVeigh à l'islam.
En 1999, McVeigh est déplacé dans une nouvelle section de confinement pour les condamnés à l'exécution par le gouvernement fédéral. Il y reçoit de nombreux courriers, de lettres romantiques et des bibles Gideons. Dans sa cellule, il regarde des vieux films, d'anciens épisodes des séries Les Simpson et Star Trek. Il discute avec plusieurs journalistes, pour l'écriture d'articles de presse et du livre American Terrorist,.

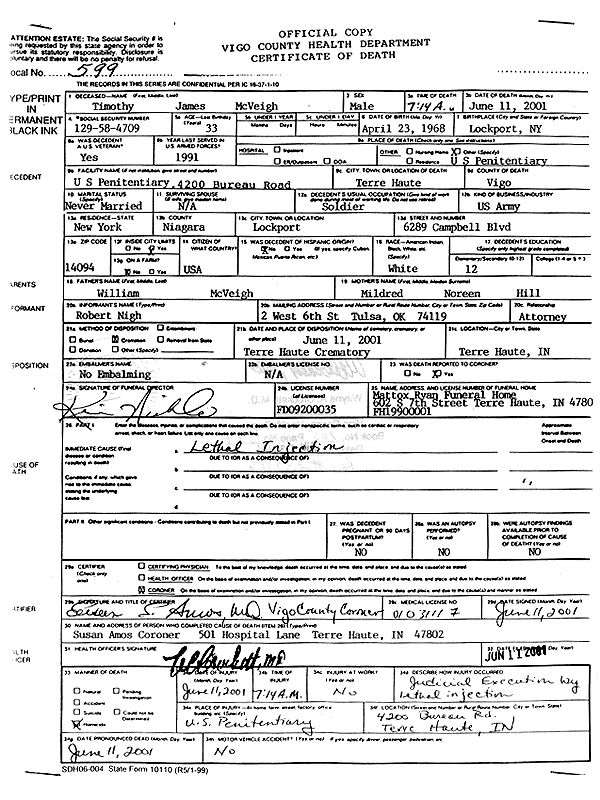
Copie du certificat de décès de Timothy McVeigh.

En mai 2001, le FBI annonce avoir conservé plus de 3 000 documents sur l'affaire McVeigh qu'il n'a pas communiqués à la défense de McVeigh,. Cette annonce du FBI intervient six jours avant la première date d'exécution prévue. L'exécution est reportée d'un mois pour que la défense examine les documents,. Selon un sondage Gallup, 81 % des Américains sont d'avis que McVeigh doit être exécuté. Le 6 juin, le juge fédéral Matsch déclare que les documents ne prouvent pas l'innocence de McVeigh et ordonne l'exécution. Le président George W. Bush approuve l'exécution.
McVeigh choisit comme dernier repas un litre de glace à la menthe et aux pépites de chocolat,. Deux heures avant son exécution, il demande un prêtre catholique pour qu'il lui donne les derniers sacrements. Ces derniers comprennent généralement une confession de ses péchés et l'expression de remords. Le prêtre entre dans sa cellule à 6 h 15, entouré par des agents de sécurité qui leur tournent le dos pendant la confession.
Le 11 juin à 7 h 14, McVeigh est exécuté par injection létale au pénitencier fédéral de Terre Haute dans l'Indiana,,. Il meurt les yeux ouverts sans faire de déclaration,,. L'exécution est retransmise à Oklahoma City sur un circuit fermé de télévision de sorte que les proches des victimes puissent être témoins de sa mort ; 232 victimes survivantes de l'attentat assistent à l'exécution,. À la demande du condamné à mort, aucun membre de sa famille n'est présent,. Il a également demandé que la distribution du poème Invictus soit faite à la trentaine de personnes présentes dans la chambre d'exécution derrière une vitre,,,. Parmi eux, dix victimes, des proches de victimes, des journalistes, Lou Michel — auteur du livre American Terrorist : Timothy McVeigh and the Oklahoma City Bombing en 2001 — et trois avocats de McVeigh,.
C'est la première exécution fédérale depuis 38 ans et celle de Victor Feguer, le 15 mars 1963, dans l'Iowa,,. Elle soulève le débat sur la peine de mort aux États-Unis. Près de deux cents militants souhaitant l'abolition de la peine de mort se réunissent devant la prison pour manifester contre la peine capitale. Une cinquantaine de défenseurs de la peine de mort sont également présents et applaudissent lorsqu'ils apprennent le décès du terroriste.
Quelques heures après l'exécution, George W. Bush déclare : « Ce matin, les États-Unis d'Amérique ont mis à exécution la sanction la plus sévère pour le plus grave des crimes. Les victimes de l'attentat d'Oklahoma City n'ont pas obtenu vengeance, mais justice. » La ministre des Affaires étrangères suédoise Anna Lindh réagit au nom des quinze pays de l'Union européenne pour condamner l'exécution de McVeigh. Le président de l'assemblée parlementaire du Conseil de l'Europe, Russell Johnston, dénonce et critique la peine de mort : « Timothy McVeigh était un tueur de sang-froid. Il ne sera pas regretté. Mais la façon dont il est mort est triste, pathétique et mal fondée. »

## Postérité
L'attentat d'envergure de McVeigh ne suscite pas la deuxième révolution américaine souhaitée par le terroriste. Timothy McVeigh souhaite mourir en martyr pour la cause antigouvernementale,,. Le parcours de celui qui se définit comme un « patriote » étonne par le fait qu'il soit un Américain moyen influencé par les milices d'extrême droite pour passer à l'acte « au nom du bien commun »,. Si pour la majorité des Américains, Timothy McVeigh est un monstrueux, pathétique et lâche tueur de masse, certains mouvements d'extrême droite américains le considèrent comme un « héros »,. En août 2001, deux mois après sa mort, l'ancien soldat est comparé au héros de la révolution américaine Paul Revere par l'écrivain Gore Vidal. Multipliant les provocations, Vidal a correspondu pendant trois ans avec le détenu et défend la thèse complotiste selon laquelle il n'a pas posé lui-même la bombe devant le bâtiment. Dans un rapport de 2017, plus de deux décennies après l'attentat, le Southern Poverty Law Center voit un regain d'intérêt pour McVeigh de la part de groupes antigouvernementaux.
Après son exécution en 2001, l'idéologie de Timothy McVeigh progresse politiquement, surtout après l'élection de Barack Obama à la présidence des États-Unis en 2008. En s'appuyant sur le dixième amendement de la Constitution des États-Unis, douze États votent des lois qui annuleraient toute restriction du port d'armes par le gouvernement fédéral afin de protéger le deuxième amendement. De nombreux hommes politiques républicains entendent les milices d'extrême droite. Plusieurs États, dont l'Oklahoma, signent des lois pour refaire de l'or une monnaie, l'une des principales revendications de la milice.

### Citations originales
1. ↑  « Not Abandoned. Please Do Not Tow. Will Move By April 23. (Needs Battery & Cable) »[a 61],[19].
2. ↑  « TNT at $5 a stick. Need more. »[a 77].
3. ↑  « People are so used to signing their own name that when they go to sign a phony name, they almost always go to write, and then look up for a moment as if to remember the new name they want to use. That's what [McVeigh] did, and when he looked up I started talking to him, and it threw him »[19].
4. ↑  « This morning, the United States of America carried out the severest sentence for the gravest of crimes. The victims of the Oklahoma City bombing have been given not vengeance, but justice »[60],[62],[66].
5. ↑  « Timothy McVeigh was a cold-blooded murderer. He will not be missed. But the way he died was sad, pathetic and wrong »[70].